# 2022 en Azerbaïdjan
Chronologie de l'Azerbaïdjan
- 2018
- 2019
- 2020
- 2021
- 2022
- 2023
- 2024
- 2025
- 2026

2022 en Azerbaïdjan répertorie les évènements marquants de l'année 2022 en Azerbaïdjan.
L'année 2022 est l'Année de Chouchi.

## Janvier
- 18 janvier

Inauguration de la statue du magnat de l'industrie Taguiev par le président Ilham Aliyev. La statue a été réalisée par le sculpteur Khanlar Ahmedov.

## Février
- 22 février

Déclaration de Moscou sur la coopération alliée entre la Russie et l'Azerbaïdjan à l'occasion du 30e anniversaire de l'établissement des relations diplomatiques.

## Avril
- 22-23 avril

Ve Congrès des Azerbaïdjanais du monde
- 22-24 avril

Coupe du monde de gymnastique rythmique de la Fédération Internationale de Gymnastique (FIG)

## Mai
- 12-14 mai

La 5e édition du Festival folklorique international « Khary bulbul »
- 20-27 mai

Festival international de piano de Bakou
- 26-29 mai

Festival international de l'aviation, de l'espace et de la technologie "Teknofest''

## Juin
- 1-4 juin

Semaine de l'énergie de Bakou
- 2-4 juin

27e Forum de l'énergie de Bakou
- 10-12 juin

Grand Prix d'Azerbaïdjan "Formule 1"
- 16-18 juin

IXe Forum mondial de Bakou

## Juillet
- 14-15 juillet 2022

Journées de poésie Vagif (Choucha)
- 18 juillet

La présidente de la Commission européenne Ursula von der Leyen s'est rendue en Azerbaïdjan et a rencontré Ilham Aliyev à Bakou.
- 19-25 juillet

1ère étape de réinstallation des habitants dans le village d'Agali, qui a été reconstruit sur la base du concept de "village intelligent" à Zangilan.
- 25-29 juillet

Festival d'été Sea Breeze

## Août
- 9-18 août

L'Azerbaïdjan a participé aux Jeux de la solidarité islamique 2021.

## Septembre
- 12 septembre

L’Azerbaïdjan accuse l’Arménie de « provocations » et lance une attaque à la frontière entre les deux pays, théâtre d'un conflit depuis l'été 2021.
- 15-16 septembre

Participation au sommet de l'Organisation de coopération de Shanghai.

## Octobre
- 2-11 octobre

Olympiade mondiale d'échecs de la jeunesse 2022 (Nakhitchevan)
- 5-6 octobre

I Forum national d'urbanisme
- 13 octobre

Participation au 6e Sommet de la Conférence sur l'interaction et les mesures de confiance en Asie
- 19 octobre

Conférence internationale des médiateurs de Bakou
Exposition de la Chambre Islamique de Commerce et d'Industrie
- 20 octobre

Ouverture de l'aéroport international de Zangilan.

## Novembre
- 1er novembre

Participation au 31 Sommet de la Ligue Arabe
- 11 novembre

Participation au IX Sommet de l'Organisation des États turcs

## Décembre
- 9 décembre

XX Congrès de l'Union des architectes d'Azerbaïdjan
- 12 décembre

Début du blocus du Haut-Karabagh par les forces armées azerbaïdjanaises.

## Décès
- 25 février : Alibaba Mammadov, chanteur
- 13 mars : Ajdar Ismayilov, docteur en philologie
- 27 mars : Aïaz Mutalibov, homme politique